# Tetefortina
Tetefortina is een geslacht van rechtvleugeligen uit de familie Euschmidtiidae. De wetenschappelijke naam van dit geslacht is voor het eerst geldig gepubliceerd in 1964 door Descamps.

## Soorten
Het geslacht Tetefortina omvat de volgende soorten:
- Tetefortina benetrixi Descamps & Wintrebert, 1965
- Tetefortina curta Descamps, 1964
- Tetefortina fotadrevoana Descamps & Wintrebert, 1965
- Tetefortina gibbosa Descamps, 1964
- Tetefortina hirsuta Descamps & Wintrebert, 1965
- Tetefortina isaloana Descamps, 1971
- Tetefortina lohenae Descamps & Wintrebert, 1965
- Tetefortina maxima Descamps, 1964
- Tetefortina media Descamps, 1964
- Tetefortina sylvatica Descamps & Wintrebert, 1965
- Tetefortina wintreberti Descamps, 1964